# Cazones de Herrera
Cazones de Herrera là một đô thị thuộc bang Veracruz, México. Năm 2005, dân số của đô thị này là 23059 người.